# 552. Grenadier-Division
Die 552. Grenadier-Division, später 6. Grenadier-Division und 6. Volksgrenadier-Division, war ein Großverband der Wehrmacht im Zweiten Weltkrieg.

## Geschichten

### Aufstellung
Die Division wurde am 11. Juli 1944 im Sennelager durch den Wehrkreis VI als sogenannte „Sperrdivision“ in der 29. Aufstellungswelle aufgestellt.

## 6. Grenadier-Division

### Aufstellung durch Umbenennung in 6. Grenadier-Division
Aus Resten der aufgelösten 6. Infanterie-Division sowie der 552. Grenadier-Division wurde am 25. Juli 1944 die 6. Grenadier-Division aufgestellt.

### Verlegung an die Ostfront
Diese trat in der Heeresgruppe Mitte unter der 9. Armee als Ersatz für die vernichtete und aufgelöste 6. Infanterie-Division. Die 6. Grenadier-Division kam im Raum Warschau und Radom zum Einsatz und blieb dort bis zur Auflösung im Januar 1945.

## 6. Volksgrenadier-Division

### Aufstellung durch Umbenennung
Am 9. Oktober 1944 wurde die 6. Grenadier-Division in 6. Volksgrenadier-Division umbenannt, blieb aber erst mal bei der Heeresgruppe Mitte. Die Einheit erreichte aber keine Divisionsstärke mehr, wobei die Füsilier-Kompanie noch auf ein Füsilier-Bataillon erweitert wurde und die Sturmgeschütz-Abteilung 1006 und die Flak-Kompanie 6 die Panzerjäger-Abteilung 6 bildete.

### Verlegung an die Ostfront
Im Dezember 1944 kam die 6. Volksgrenadier-Division zur Heeresgruppe A. Sie wurde als Kampfgruppe an der Weichsel eingesetzt.

### Vernichtung
Am 12. Januar 1945 bei der Abriegelung des Warka-Brückenkopf wurde die Division vernichtet.

### Verwendung der Reste der Division
Die Reste der Division wurden von der 19. Panzerdivision übernommen und zogen sich mit der „Gruppe Nehring“ ohne Führung durch die Armee oder Heeresgruppe nach Schlesien zurück.

## Gliederung
Juli 1944
- Grenadier-Regiment 1116 mit zwei Bataillonen
- Grenadier-Regiment 1117 mit zwei Bataillonen
- Grenadier-Regiment 1118 mit zwei Bataillonen
- Artillerie-Regiment 1552 mit vier Abteilungen
- Divisions-Einheiten 1552, u. a. Füsilier-Kompanie 552

Ende Juli 1944
- Grenadier-Regiment 18 mit zwei Bataillonen (ehemals Grenadier-Regiment 1116)
- Grenadier-Regiment 37 mit zwei Bataillonen (ehemals Grenadier-Regiment 1117)
- Grenadier-Regiment 58 mit zwei Bataillonen (ehemals Grenadier-Regiment 1118)
- Artillerie-Regiment 6 mit drei Abteilungen (ehemals Artillerie-Regiment 1552)
- I./Artillerie-Regiment 42 (ehemals IV./Artillerie-Regiment 1552)
- Divisions-Einheiten 6

## Kommandeur
- Generalmajor Otto-Hermann Brücker